# Liosaccus pachygaster
Liosaccus pachygaster é uma espécie de peixe da família Tetraodontidae.